# Риспеша
Риспеша (итал. Rispescia) је насеље у Италији у округу Гросето, региону Тоскана.
Према процени из 2011. у насељу је живело 755 становника. Насеље се налази на надморској висини од 16 м.